# Niono (Kreis)

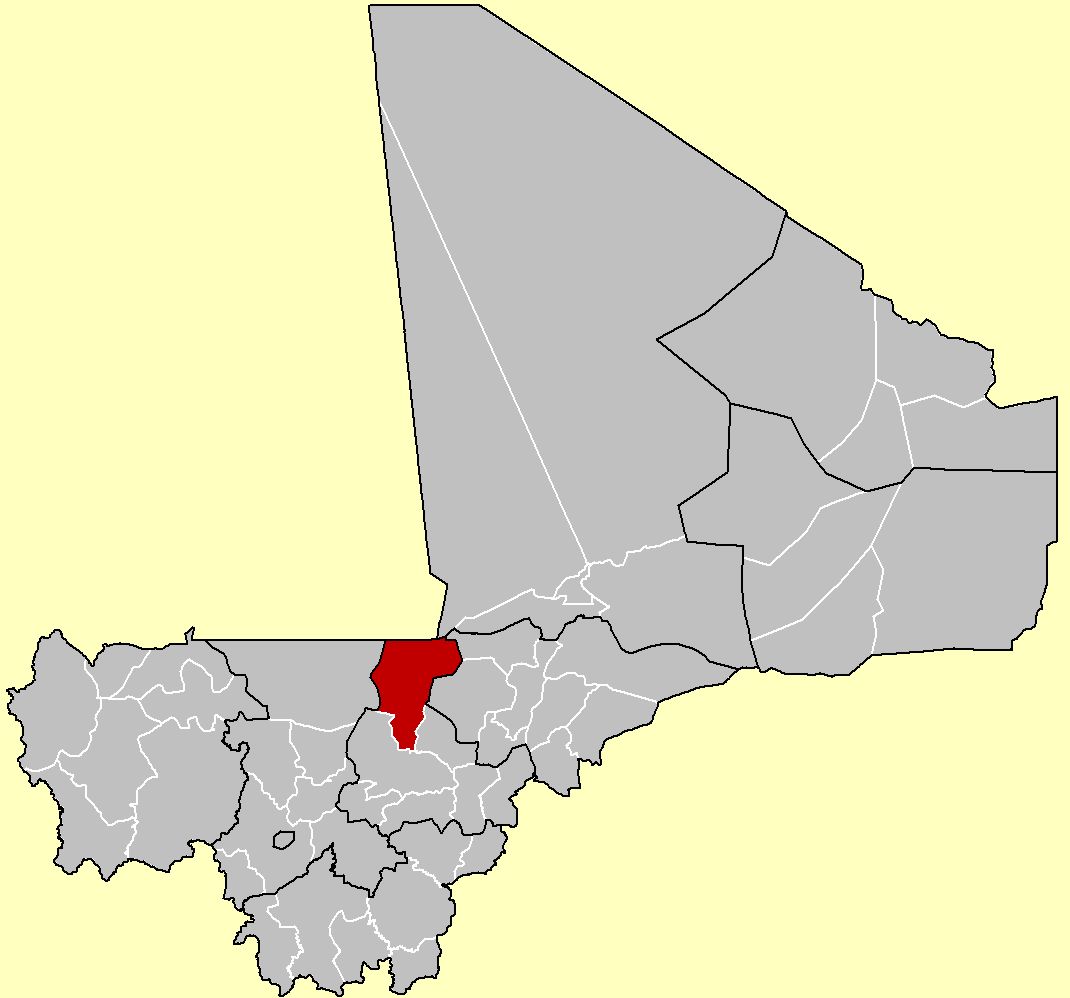
Kreis Niono

Niono ist der Name eines Kreises (franz. cercle de Niono) in der Region Ségou in Mali.
Der Kreis teilt sich in 12 Gemeinden, die Einwohnerzahl betrug beim Zensus 2009 365.443 Einwohner. Von 1998 bis 2009 hat sich die Einwohnerzahl des Kreises um 60 % erhöht. (Zensus 2009) Im Januar 2013 war er Schauplatz von Kämpfen im Rahmen der Opération Serval. Dabei soll es in der Stadt Niono zu gewaltsamen Übergriffen gegenüber den zugewanderten Tuareg gekommen sein.
Gemeinden: Niono (Hauptort), Diabaly, Dogofry, Kala Siguida, Mariko, Nampalari, Pogo, Siribala, Sirifila Boundy, Sokolo, Toridaga-Ko, Yérédon Saniona.